# 차병원그룹
차병원·바이오그룹은 7개국 96개 의료기관과 10여개 계열사, 의학 특성화대학을 갖춘 국내 최대 바이오∙헬스케어 그룹이다.
한국은 물론 미국, 일본, 싱가포르, 호주 등으로 글로벌 네트워크를 확대하고 있다.
또 차바이오텍을 비롯한 기업과 차 의과학대학교, 연구소, 병원 등 산학연병 인프라로 세계 생식의학과 세포치료제 연구를 선도하고 있다.

## 국내 의료기관
- 성광의료재단
  - 강남차병원
  - 강남차여성병원
  - 분당차병원
  - 분당차여성병원
  - 일산차병원
  - 차움
  - 차 여성의학연구소 강남
  - 차 여성의학연구소 서울역
  - 차 여성의학연구소 잠실
  - 차 여성의학연구소 분당
  - 차 여성의학연구소 일산
  - 차 여성의학연구소 대구
- 성광학원
  - 구미차병원

## 기업 부문
- (주)차바이오텍[1]
- (주)CMG제약[2]
- (주)차백신연구소
- (주)차헬스케어
- (주)차메디텍
- (주)차바이오에프앤씨
- (주)차케어스
- (주)서울CRO[3]
- (주)솔리더스인베스트먼트
- 마티카 바이오테크놀로지
- (주)마티카바이오랩스[4]
- 오가노이드사이언스

## 해외 의료기관(차헬스케어)
- Singapore Medical Group(싱가폴, 인도네시아, 베트남)[5]
- Total Cell Clinic TOKYO(일본)[6]
- City fertility(호주)[7]
- CHA LA Hollywood presbyterian Medical center(미국)[8]

## 교육
차병원그룹은 개교 이래 총 225,200,000,000원을 차의과학대학교에 출자하였으며, 15~17년간 법인전입금이 160,600,000,000원에 달한다. 차의과학대 학생이 차병원그룹에 취직하는 비율은 약 30%이며, 학생 1인당 교육비 투자 규모는 전국 2~3위이다.
- 학교법인 성광학원
  - 차의과학대학교

## R&D
- 차 종합연구원 (차바이오컴플렉스, 경기도 성남시 분당구 판교로 335)

- CGB(Cell Gene Biobank)

## 학술상

### KSRM-CHA 학술상
차병원은 대한생식의학회(KSRM∙Korean Society for Reproductive Medicine) 및 아시아태평양생명의학연구재단과 공동으로 ‘KSRM-CHA 학술상’을 제정해 기초부문과 임상부문 각각 수상자를 선정하고 있다.

### KY Cha Award In Stem Cell Technology
차광렬 줄기세포상은 2011년 미국생식의학회가 차광렬 총괄회장의 줄기세포 연구와 난임 연구에 관련된 공헌도를 인정해 제정됐다.